# Montserrat Gibert
Montserrat Gibert Llopart fue la alcaldesa de San Baudilio de Llobregat desde 1997 hasta las elecciones municipales de 2007 y fue concejala por el PSC-PSOE entre 1987 y 1997. Tanto su predecesor, Xavier Vila, como su sucesor, Jaume Bosch, son también del PSC. 
El gobierno municipal que ella dirigió fue en coalición PSC e ICV.
- Datos: Q11693569